# Ignacio Astarloa
Ignacio Astarloa Huarte-Mendicoa est un homme politique espagnol né le 10 septembre 1955 à Madrid, membre du Parti populaire (PP).

## Biographie
Ignacio Astarloa est nommé en 2000 sous-secrétaire de la Justice. Il devient, deux ans plus tard, secrétaire d'État à la Sécurité. En 2004, il est élu député de la circonscription de Biscaye au Congrès des députés, où il est réélu en 2008, puis en 2011 dans la circonscription de Madrid.
Il quitte le Congrès en avril 2014, lorsqu'il est nommé président du conseil consultatif de la communauté de Madrid.
Il est membre de l'Académie royale de jurisprudence et de législation depuis 2020.